# جيم ماكفيرسن
جيم ماكفيرسن (بالإنجليزية: Jim Macpherson)‏ هو طبال أمريكي، ولد في 23 يونيو 1966.

## وصلات خارجية
- جيم ماكفيرسن على موقع ميوزك برينز (الإنجليزية)
- جيم ماكفيرسن على موقع ديسكوغز (الإنجليزية)